# Oïlski jezici
Oilski jezici (privatni kod: oilf), jedan od dva ogranka romanskih jezika [roma] uže galoretijske [galr] skupine koja obuhvaća (6) jezika rasprostranjenih poglavito u Francuskoj, dijelu Belgije i nekim prekomorskim zemljama. Oilski jezici nastaju romanizacijom stanovnika današnjeg područja Francuske, a dijele se dalje na jugoistočnu podskupinu s jednim jezikom, i francusku s 5 jezika. 
A) Francuski jezici [fren] (5):
a1. francuski jezik [fra] (82 milijuna), Francuzi.
a2. judeofrancuski jezik (tsarfatit) [zrp] †, sjeverna Francuska i susjedna Njemačka.
a3. kajunski jezik [frc] (Kajuni u močvarnim predjelima Louisiane),
a4. pikardijski jezik, [pcd] Pikardi iz sjeverne Francuske, Pikardija. 1,901,000 etničkih. Broj govornika nepoznat.
a5. valonski jezik [wln] Belgija, govore ga Valonci.
B) jugoistočni [soil] (1):
b1. frankoprovansalski jezik [frp], jezik Frankoprovansalaca, naroda koji danas žive u Francuskoj, i manjim dijelom u Italiji i Švicarskoj.

## Vanjske poveznice
- Ethnologue (14th)
- Ethnologue (15th)